# Styphrus peyerimhoffi
Styphrus peyerimhoffi är en skalbaggsart som beskrevs av Chobaut 1921. Styphrus peyerimhoffi ingår i släktet Styphrus och familjen stumpbaggar. Inga underarter finns listade i Catalogue of Life.